# 妙本寺 (神戸市)
妙本寺（みょうほんじ）は、兵庫県神戸市灘区に所在する日蓮正宗の寺院。山号は広大山（こうだいさん）。

## 起源と歴史
- 1880年（明治13年）10月13日 - 兵庫県八部郡村田村の内御崎村に建立される。開基は日蓮正宗大石寺第55世法主日布。
- 1911年（明治44年）3月25日 - 兵庫県神戸市御崎村より同県武庫郡西灘村原田村に移転
- 1945年（昭和20年）6月5日 - 戦災で焼失する。
- 1946年（昭和21年）3月21日 - 復興する。
- 1948年（昭和23年）2月7日 - 寺号公称する。

## 所在地
- 兵庫県神戸市灘区原田通3丁目1-1

## 寺院周辺
- 王子公園
- 原田の森ギャラリー

## 交通アクセス
- 東海道本線灘駅から徒歩3分
- 阪急神戸線王子公園駅から徒歩3分
- 阪神本線岩屋駅から徒歩5分